# Ганеш (Сату Маре)
Ганеш (рум. Ganeş) насеље је у Румунији у округу Сату Маре. Oпштина се налази на надморској висини од 139 m.

## Становништво
Према подацима из 2011. године у насељу је живело 2819 становника.